# 纹枕噪鹛
纹枕噪鹛（学名：Garrulax yersini），是画眉科圆翅噪鹛属的一种，为越南的特有种。全球活动范围约为720平方千米。该物种的保护状况被评为濒危。
纹枕噪鹛的栖息地包括亚热带或热带的高海拔疏灌丛和亚热带或热带的湿润山地林。